# آکادمی علوم براندنبورگ-برلین

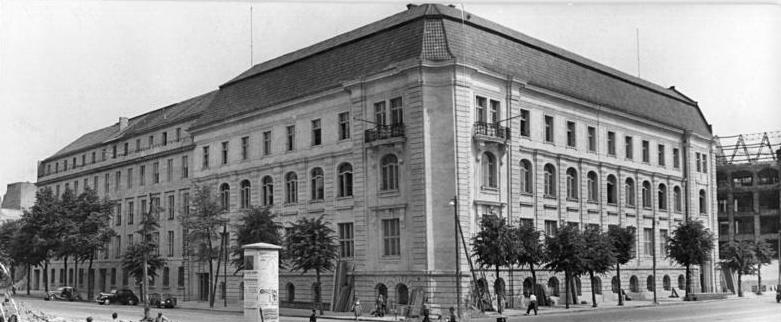
آکادمی علوم در سال ۱۹۵۰

آکادمی علوم براندنبورگ-برلین (به آلمانی:Berlin Brandenburgische Akademie der Wissenschaften) یک آکادمی در زمینه علوم در آلمان است که رشته‌های علوم انسانی، ریاضیات، علوم اجتماعی، علوم طبیعی، پزشکی، هندسه در آن ارائه و بحث و تحقیق می‌شود. این آکادمی در سال ۱۷۰۰ تأسیس شده و از مهمترین آکادمی‌های آلمان در زمینه علوم است. ساختار جدید این آکادمی در سال ۱۹۹۲م بازسازی شده‌است.